# 유레 발코베츠
유레 발코베츠(슬로베니아어: Jure Balkovec, 1994년 9월 9일~)는 슬로베니아의 축구 선수로, 슬로베니아 국가대표팀에서 레프트백으로 활약하고 있다.

## 구단 경력
2018년 1월, 발코베츠는 돔잘레를 떠나 이탈리아 세리에 B의 바리로 이적하였으나, 몇 달 후 바리의 재정적 붕괴 이후 같은 리그의 엘라스 베로나로 이적하였다.
2020년 9월, 발코베츠는 파티흐 카라귐뤼크 소속으로 튀르키예로 이적했다. 2022년 여름, 그는 동료 튀르키예 팀인 알라니아스포르에서 동료 미하 메블랴와 합류했다.

## 국가대표팀 경력
발코베츠는 2018년 10월 키프로스와의 네이션스리그 경기에서 슬로베니아 국가대표팀 데뷔 전을 치렀고, 58분에 보얀 요키치와 교체되어 출전했다.